# ダヴズ
ダヴズ (英: Doves) は、イギリスの3人組ロック・バンド。マンチェスター出身。前身の「サブ・サブ(Sub Sub)」名義で活動。1998年に「ダヴズ」に改名し再出発した。改名後、セールス的にも成功した。2010年からの休止を経て、2018年から再始動し、2020年に新曲を発表した。

## 経歴
1985年、アシッド・ハウス〜マッドチェスターブームの只中にあってその発信源として名高いハシエンダのフロア上に、同じ学校の旧友だったメンバー3人が偶然にも再会。ほどなくディスコ・ダンスユニット「サブ・サブ」を結成し活動開始。1993年に「エイント・ノー・ラヴ」というシングルを単発ヒットさせるもののその後は目立った成績は残せず、「一発屋」のレッテルと共にシーンに埋没してしまう。さらに追い打ちを掛けるように彼らの使用していたスタジオが火事で焼失。解散もやむなしの状況下、メンバーは心機一転を図ってユニット名を「ダヴズ」に変更。さらに、打ち込み主体の演奏形態から生楽器を重視したバンド編成へと転換し、そのスタイルも一新させた。
1998年、改名・再出発、初めて発表した限定版EPが話題を呼び、レーベルとの契約を獲得。2000年にリリースしたデビュー・アルバム『ロスト・ソウルズ（失われた魂）』がプラチナ・セールスの大ヒットを記録したことによってその人気を確立し、2002年の2ndアルバム『ザ・ラスト・ブロードキャスト』、2005年リリースの3rdアルバム『サム・シティーズ』では共に全英1位を獲得。2002年のフジロックフェスティバルで初の日本公演を行い、2005年、2009年にも出演。2010年4月のベストアルバム発売後から活動を休止した。
2018年からアルバムレコーディングを再開。2019年にはイベント出演が予定されていたが実現しなかった。2020年になり、6月8日にシングル曲Carouselsを発表。アルバムThe Universal Want を9月発売予定と発表されている。

## メンバー
- ジミ・グッドウィン (Jimi Goodwin) - リード・ボーカル/ベース/サンプリング
- ジェズ・ウィリアムズ (Jez Williams) - ボーカル/ギター/プログラミング
- アンディ・ウィリアムズ (Andy Williams) - ボーカル/ドラムス
  - ジェズとアンディは兄弟である。
  - ライヴ、レコーディングでは常設サポート・キーボディストとしてマーティン・レベルスキー(Martin Roman Rebelski)が帯同している。

## ディスコグラフィ

### スタジオ・アルバム
- ロスト・ソウルズ（失われた魂）(Lost Souls) 2000年 全英16位
- ザ・ラスト・ブロードキャスト (The Last Broadcast) 2002年 全英1位
- サム・シティーズ (Some Cities) 2005年 全英1位
- 錆ついた王国 (Kingdom of Rust) 2009年 全英2位
- The Universal Want 2020年 全英1位